# Биледжик
Биледжи́к (тур. Bilecik) — город в Турции на западе полуострова Малая Азия, центр ила Биледжик. Расположен в долине притока реки Сакарья, в 22 км к северо-западу от города Сёгют. Население 35 000 чел. (2009 г., оценка).

## История
До 1302 г. — византийский город Белокома (греч. Βηλοκώμα), в области Вифиния). В античные времена упоминался в древнегреческих документах как Линои (Λινόη).
В 1231—1243 году здесь зародился Османский бейлик, позднее трансформировавшийся в Османскую империю. В XIII веке Белокома имела необычайно важное стратегическое значение как одно из звеньев в цепи крепостей для защиты византийской Никеи и Вифинии в целом от набегов турок из формирующегося османского уджа с центром в Сёгюте. Крепость контролировала продвижение по нижнему течению р. Сангарий (Сакарья), три дороги на Никею и две на Пруссу. Однако местный греческий текфур Белокомы совершил ошибку, оказавшуюся для империи роковой. Установив с соседними турецкими беями «добрососедские» отношения, он разрешил им пасти свои стада на летних пастбищах вокруг крепости, видимо получая за это продукты или откаты. Турки быстро освоились на новом месте, хорошо изучили византийские коммуникации и начали свою постепенную, и на первых порах довольно дружелюбную, инфильтрацию в византийские владения. Более того, уджбей Сёгюта Осман Гази заключил договор с византийским текфуром Белокомы договор о хранении в греческой крепости скарба подчинённых ему тюрок во время ежегодных миграций его подданных с летних пастбищ на зимние. К туркам-османам, получивших здесь славу добрых соседей, на службу уже не гнушались наниматься и местные греки, поскольку ранние османы собирали меньше налогов и были непритязательны. К 1280—м гг. византийские хронисты уже указывают на так называемых мартолосов (букв. грешники), христианских наёмников на службе у османских беев. Но добрососедская ситуация резко изменилась около 1300 г., когда был создан Османский бейлик. Осман-бей внезапно выставил перед Белокомой свою армию и в результате данная крепость была захвачена им. В тот же год вместе с Белокомой пали другие византийские крепости — Ярхисар, Ангелокома (Инегёль) и Мелангея (Енишехир). Падение Белокомы, которую турки переименовали в Биледжик, открыло им путь к Пруссе и Никее.

## Современность

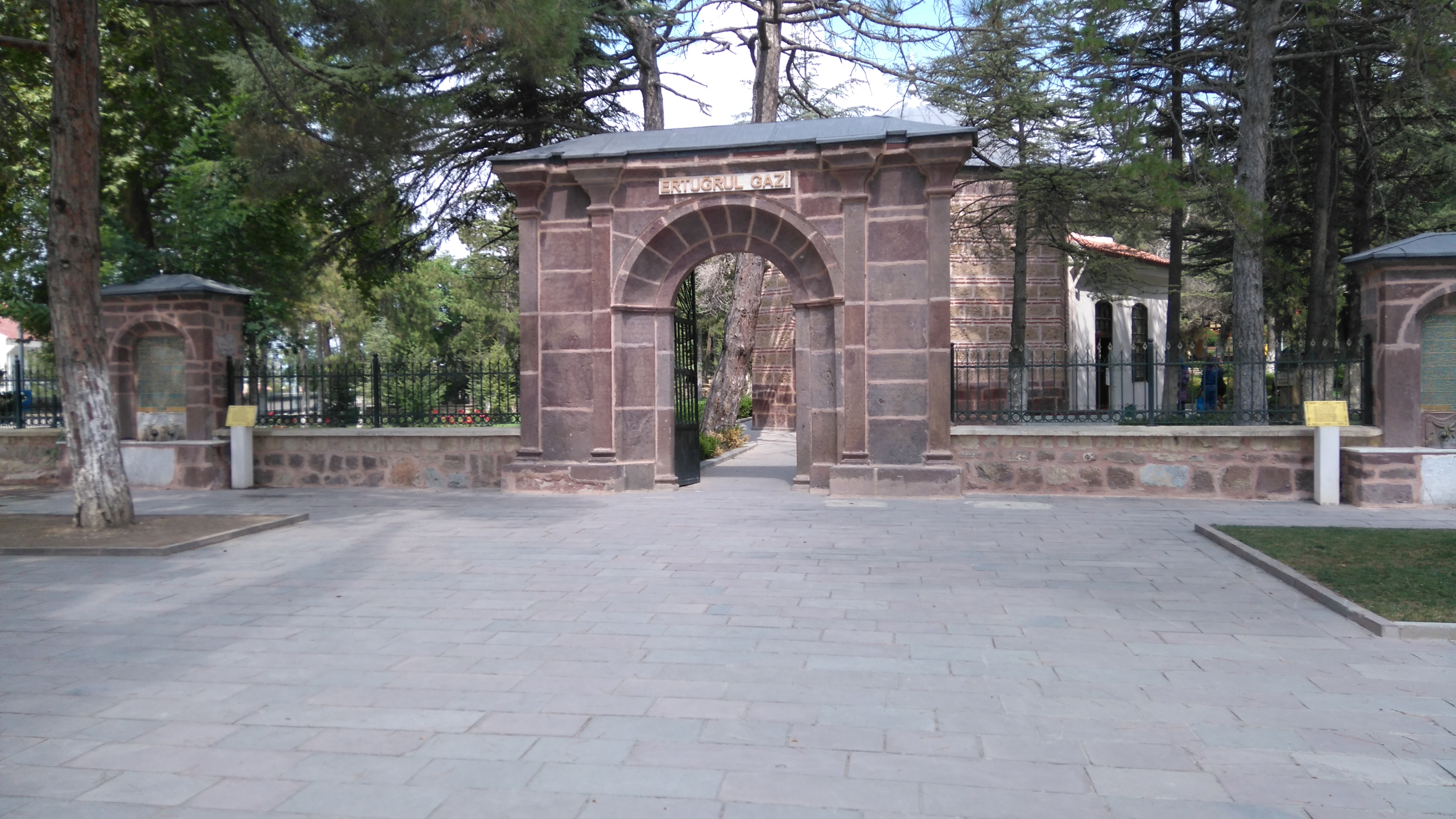
Мавзолей

В настоящее время Биледжик — город средней величины в республике Турция (Мраморноморский регион). Климат — средиземноморский с переходом к умеренно континентальному (зимой часты снегопады). Достопримечательности: в городе были похоронены шейх Эдебали и сам Орхан-гази, сын Османа I. Для них были построены мавзолеи. В 6 км от современного Биледжика имеются бывшие армянские (Аббаслык, Селёз) и греческие (Кюплю) деревни с огромным количеством полуразрушенных архитектурных памятников.